# Канчели (Анкона)
Канчели је насеље у Италији у округу Анкона, региону Марке.
Према процени из 2011. у насељу је живело 285 становника. Насеље се налази на надморској висини од 422 м.